# Mariama Signaté
Mariama Signaté (ur. 22 lipca 1985 roku w Dakarze), urodzona w Senegalu piłkarka ręczna reprezentacji Francji, lewa rozgrywająca. Obecnie występuje we francuskiej Pro A, w drużynie Issy Paris HB. W 2009 r. w Chinach zdobyła wicemistrzostwo świata.

## Sukcesy
- 2009: Puchar Challenge
- 2009: wicemistrzostwo świata (Chiny)

## Nagrody indywidualne
- 2009: najlepsza lewa rozgrywająca mistrzostw świata (Chiny)